# Редькина, Татьяна Григорьевна
Татьяна Григорьевна Редькина (7 августа 1913 года, станица Родниковская, Кубанская область, Российская империя — 13 июля 2003 года, Курганинск, Краснодарский край) — звеньевая Бомборского виноградарского совхоза Министерства пищевой промышленности СССР, Гудаутский район Абхазской АССР. Герой Социалистического Труда (1950).

## Биография
Родилась в 1913 году в крестьянской семье в станице Родниковская Кубанской области. В раннем возрасте осиротела, воспитывалась родственниками.
В 1930-х годах переехала на заработки в Абхазскую АССР, где стала работать на виноградниках совхоза «Бомборский» Гудаутского района. Показывала выдающиеся трудовые результаты при выращивании винограда. В послевоенные время назначена звеньевой виноградарей бригады Капитона Игнатьевича Нароушвили.
В 1949 году звено под её руководством собрало 131,1 центнеров винограда на участке площадью 6,3 гектара. Эти трудовые достижения стали наивысшим показателем в виноградарстве в 1949 году в Грузинской ССР (второе место заняло звено Георгия Несторовича Лордкипанидзе из колхоза имени Берия Ванского района, собравшее в среднем по 128,7 центнеров на 4,1 гектарах и второе место — звено Анеты Михайловны Сехниашвили из колхоза имени Берия Цителискаройского района, которое собрало в среднем с каждого гектара по 128,4 центнера на 7,5 гектарах). Указом Президиума Верховного Совета СССР от 4 сентября 1950 года «за получение высоких урожаев винограда в 1949 году» удостоена звания Героя Социалистического Труда с вручением Ордена Ленина и золотой медали Серп и Молот (№ 5548).
Этим же указом званием Героя Социалистического Труда были награждены её бригадир Капитон Игнатьевич Нароушвили и звеньевая Матрёна Ефимовна Марченко.
За выдающиеся трудовые достижения по итогам работы следующего 1950 года была награждена вторым орденом Ленина.
Проработала в совхозе до выхода на пенсию. Проживала в Абхазии до начала Абхазско-грузинского конфликта, когда была вывезена родственницей из Гудаутского района в 85-летнем возрасте. Проживала в Курганинске, где скончалась в 2003 году (по некоторым сведениям — в 2004 году).
Награды
- Герой Социалистического Труда
- Орден Ленина — дважды (1950; 28.07.1951)